# Trofeo Ciudad de Marbella
El Trofeo Ciudad de Marbella fue un torneo de fútbol organizado por el club Atlético Marbella y la colaboración del ayuntamiento de Marbella, provincia de Málaga. La primera edición fue en 1963 y la ganó el equipo local. Desde 1963 hasta 1978 el torneo se denominó Trofeo Semana del Sol, de 1979 hasta 1992 se llamó Trofeo Ciudad de Marbella, en los años 1993 y 1994 cambió el nombre por Trofeo FORTA, se llamó Trofeo Antena3 Marbella en 1995, volviéndose a llamar Trofeo Ciudad de Marbella en su última edición de 1997.
En 2010 se disputó en Marbella una edición del Torneo Copa del Sol.

## Palmarés
Trofeo Semana del Sol
| Año  | Edición | Trofeo            | Campeón                  | Resultado  | Subcampeón                                 |
| ---- | ------- | ----------------- | ------------------------ | ---------- | ------------------------------------------ |
| 1962 | I       | T. Semana del Sol | Atlético Marbella        | triangular | Algeciras CF CD Antequerano                |
| 1963 | II      | T. Semana del Sol | Atlético Marbella        | triangular | RB Linense Malagueño                       |
| 1964 | III     | T. Semana del Sol | Atlético de Ceuta        | triangular | UD Melilla Atlético Marbella               |
| 1965 | IV      | T. Semana del Sol | Atlético Marbella        | triangular | Atlético de Ceuta España de Tánger         |
| 1966 | V       | T. Semana del Sol | C. D. Málaga             | triangular | Atlético Marbella Real Balompédica Linense |
| 1967 | VI      | T. Semana del Sol | Granada CF               | triangular | Atlético Marbella Atlético de Ceuta        |
| 1968 | VII     | T. Semana del Sol | Atlético Marbella        | triangular | UD España de Tánger Unión Estepona         |
| 1969 | VIII    | T. Semana del Sol | Atlético Marbella        | triangular | C. D. Málaga España de Tánger              |
| 1970 | IX      | T. Semana del Sol | Real Balompédica Linense | triangular | Atlético Marbella CD Estepona              |
| 1971 | X       | T. Semana del Sol | Jerez Industrial         | triangular | Atlético Marbella CD Estepona              |
| 1972 | XI      | T. Semana del Sol | Atlético Marbella        | Triangular | CD Estepona                                |
| 1973 | XII     | T. Semana del Sol | Atlético Marbella        | 5-0        | Fuengirola                                 |
| 1974 | XIII    | T. Semana del Sol | Atlético Marbella        | triangular | Unión Estepona Algeciras                   |
| 1975 | XIV     | T. Semana del Sol | C. D. Málaga             | triangular | Atlético Marbella Córdoba                  |
| 1976 | XV      | T. Semana del Sol | Granada                  | triangular | C. D. Málaga Atlético Marbella             |
| 1977 | XVI     | T. Semana del Sol | FAR Rabat                | triangular | R. C. Portuense Atlético Marbella          |
| 1978 | XVII    | T. Semana del Sol | C. D. Málaga             | triangular | Atlético de Ceuta FAR Rabat                |

Trofeo Ciudad de Marbella
| Año       | Edición       | Trofeo                | Campeón            | Resultado      | Subcampeón           |
| --------- | ------------- | --------------------- | ------------------ | -------------- | -------------------- |
| 1980      | I             | T. Ciudad de Marbella | Sevilla            | 4-0            | Real Madrid Castilla |
| 1981      | II            | T. Ciudad de Marbella | Sevilla            | 2-1            | Puebla               |
| 1982      | III           | T. Ciudad de Marbella | C. D. Málaga       | 1-1 (pen.)     | Liverpool            |
| 1983      | IV            | T. Ciudad de Marbella | C. D. Málaga       | 2-1            | Atlético de Madrid   |
| 1984      | V             | T. Ciudad de Marbella | Os Belenenses      | 4-2            | Real Madrid Castilla |
| 1985      | VI            | T. Ciudad de Marbella | Peñarol            | 1-1 (4-3 pen.) | Real Betis           |
| 1986      | VII           | T. Ciudad de Marbella | Real Betis         | 2-1            | Real Sociedad        |
| 1987      | VIII          | T. Ciudad de Marbella | Atlético Marbella  | 1-0 (pró.)     | Granada              |
| 1988      | IX            | T. Ciudad de Marbella | C. D. Málaga       | 2-1            | Rayo Vallecano       |
| 1989      | X             | T. Ciudad de Marbella | Rayo Vallecano     | 4-0            | Atlético Marbella    |
| 1990      | XI            | T. Ciudad de Marbella | Burgos             | 1-0            | Atlético Marbella    |
| 1991      | XII           | T. Ciudad de Marbella | C. D. Málaga       | 3-1            | Atlético Marbella    |
| 1992      | XIII          | T. Ciudad de Marbella | Atlético Marbella  | 2-1            | Atlético de Madrid   |
| 1993-1997 | No se disputó | No se disputó         | No se disputó      | No se disputó  | No se disputó        |
| 1997      | XIV           | T. Ciudad de Marbella | Atlético de Madrid | 2-2 (pen.)     | Real Valladolid      |

Trofeo Forta-Antena 3 TV
| Año  | Edición | Trofeo                 | Campeón            | Resultado  | Subcampeón                 |
| ---- | ------- | ---------------------- | ------------------ | ---------- | -------------------------- |
| 1993 | I       | T. FORTA-Antena3 TV    | Barcelona          | Triangular | Sevilla Atlético de Madrid |
| 1994 | II      | T. FORTA-Antena3 TV    | Atlético de Madrid | 3-0        | Brujas                     |
| 1995 | III     | T. Antena3 TV Marbella | Atlético de Madrid | 4-0        | Real Zaragoza              |

## Campeones
| Equipo                   | Títulos | Años                                                  |
| ------------------------ | ------- | ----------------------------------------------------- |
| Atlético Marbella        | 9       | 1962, 1963, 1965, 1968, 1969, 1973, 1974, 1987, 1992. |
| CD Málaga                | 7       | 1966, 1975, 1978, 1982, 1983, 1988, 1991.             |
| Atlético de Madrid       | 3       | 1994, 1995, 1997.                                     |
| Granada CF               | 2       | 1967, 1976.                                           |
| Sevilla FC               | 2       | 1980, 1981.                                           |
| Atlético de Ceuta        | 1       | 1964.                                                 |
| Real Balompédica Linense | 1       | 1970.                                                 |
| Jerez Industrial CF      | 1       | 1971.                                                 |
| FAR Rabat                | 1       | 1977.                                                 |
| CF Os Belenenses         | 1       | 1984.                                                 |
| CA Peñarol               | 1       | 1985.                                                 |
| Real Betis               | 1       | 1986.                                                 |
| Rayo Vallecano           | 1       | 1989.                                                 |
| Burgos CF                | 1       | 1990.                                                 |
| FC Barcelona             | 1       | 1993.                                                 |